# Jan Niklas
Jan Niklas, właściwie Yan Niklas Kupferroth (ur. 15 października 1947 w Monachium) – niemiecki aktor filmowy i telewizyjny.

## Kariera
Rozpoczął studia na wydziale aktorstwa w Londynie, ale ukończył trzyletnie studia w Max Reinhardt Academy w Berlinie. Jego osiągnięciem była rola pułkownika Kristófa Kubina w węgierskim filmie Istvána Szabó Pułkownik Redl (Redl ezredes, 1985) z Klausem Marią Brandauerem. Stał się znany publiczności po występie w ekranizacji książki Petera Kurtha telewizji NBC Anastazja: Tajemnica Anny(Anastasia: The Mystery of Anna, 1986) z Amy Irving (w roli tytułowej Anny), Susan Lucci (Darya Romanoff), Olivią de Havilland (Dowager Empress Maria), Christianem Bale (Aleksiej) i Omarem Sharifem (Mikołaj II Romanow), a za rolę księcia Ernesta Heskiego (brata carycy Aleksandry Fiodorowny Romanowej) w 1987 otrzymał statuetkę Złotego Globu dla najlepszego aktora drugoplanowego. Kolejnym sukcesem była rola młodego Piotra Wielkiego w miniserialu NBC Piotr Wielki (Peter the Great, 1986) z Maximilianem Schellem, za którą zdobył nominację do Złotego Globu. W 1988 w Theater des Westens w Berlinie otrzymał Europejską Nagrodę Filmową.

## Wybrana filmografia

### Filmy fabularne
- 1975: Operacja Lady Marlene (Opération Lady Marlène) jako Kramer
- 1976: 21 godzin w Monachium (21 Hours at Munich) jako skryba Aide
- 1980: Wzór (The Formula) jako kpt. gestapo
- 1980: Intryga i miłość (Kabale und Liebe) jako Ferdinand von Walter
- 1981: Na drugą stronę (Night Crossing) jako porucznik Fehler
- 1985: Pułkownik Redl (Redl ezredes) jako Christoph
- 1986: Anastazja: Tajemnica Anny (Anastasia: The Mystery of Anna) jako książę Erich
- 1989: Ogród różany (Der Rosengarten) jako Paessler
- 1994: Dom dusz (The House of the Spirits) jako hrabia Jean de Satigny
- 2005: Przesilenie letnie (Summer Solstice) jako Oscar

### Seriale TV
- 1976: Derrick jako Roland Lieboth
- 1984: Derrick jako Herr Sass
- 1986: Piotr Wielki (Peter the Great) jako Piotr I Wielki (młodszy)
- 2001: Anna Frank: cała prawda (Anne Frank: The Whole Story) jako Fritz Pfeffer